# Kurze Oktave

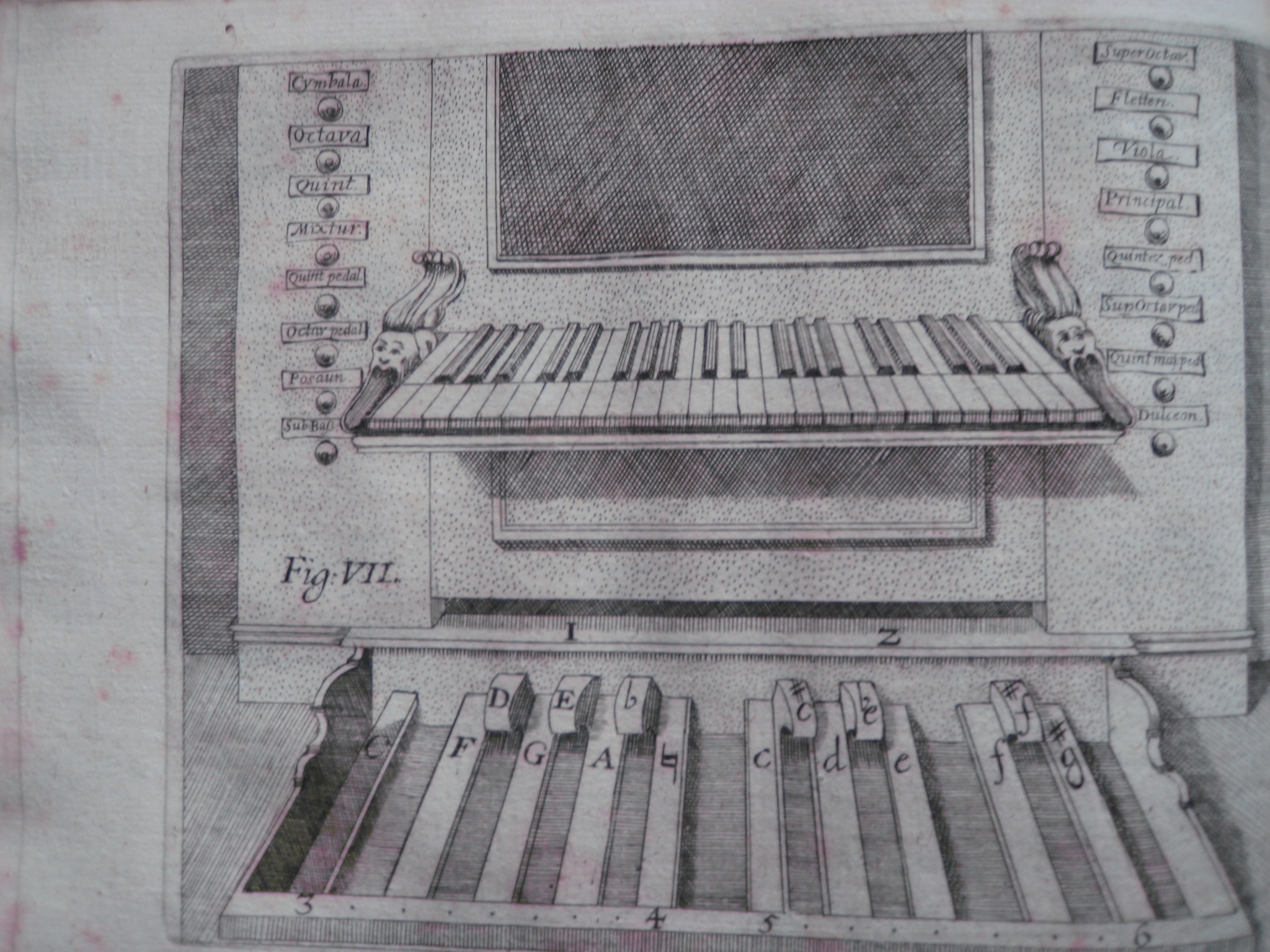
Darstellung Johann Bap. Sambers der kurzen Oktav, in: Continuatio ad manductionem organicam, Salzburg 1707, S. 144, Fig. VII.

Die kurze Oktave ist eine von ca. 1500 bis ins 19. Jahrhundert verbreitete Form der Klaviatur. Die große Oktave – bei vielen Tasteninstrumenten ist das die tiefste – ist dabei nicht vollständig mit Halbtönen versehen: am linken Ende der Klaviatur sind aus ökonomischen, musikalischen und spieltechnischen Gründen einige Tasten „weggelassen worden“. Die Verteilung der tiefsten Töne auf die Tasten verläuft dann nicht stufig, analog zum optischen Eindruck, sondern gemischt. Es gibt verschiedene Arten von kurzen Oktaven, weite Verbreitung fanden diejenigen auf C und auf G2.

## Formen

### Die kurze Oktave mit C/E

Taste-Ton-Zuordnung bei der kurzen Oktave auf C/E

Die bekannteste und häufigste Form der kurzen Oktave ist diejenige, bei der Note C optisch auf der Taste E liegt. Der täuschende Eindruck besteht darin, dass das Instrument mit E zu beginnen scheint. In Wirklichkeit erklingt auf der Taste E aber der Ton C, und auf den Obertasten Fis und Gis erklingen die Töne D und E. → Siehe Abbildung der Ton/Taste-Belegung bei der kurzen Oktave auf C/E.
Die Halbtöne Cis/Des, Dis/Es, Fis/Ges und Gis/As entfallen, und erst ab A ist die Tastenfolge chromatisch. Die so gestalteten Manual- und Pedal-Klaviaturen weisen, von der tiefsten Taste aufsteigend, somit die Töne C–D–E–F–G–A–B–H–c auf.
Im Zuge der Erfindung des sogenannten Cembalo cromatico, auf dem man mithilfe gebrochener Obertasten trotz der damals üblichen mitteltönigen Stimmung mehr als die bis dahin üblichen Halbtöne spielen konnte, begann man um 1600 in Italien auch auf normalen Instrumenten „gebrochene“ Obertasten bei der kurzen Oktave zu bauen: Dabei sind die Obertasten mit den Tönen D/Fis und E/Gis zweigeteilt, man kann auf der vorderen Hälfte nach wie vor D und E spielen, auf der hinteren Hälfte Fis und Gis (also die Töne, die auch optisch zu sehen sind). Dies nennt man eine gebrochene kurze Oktave.

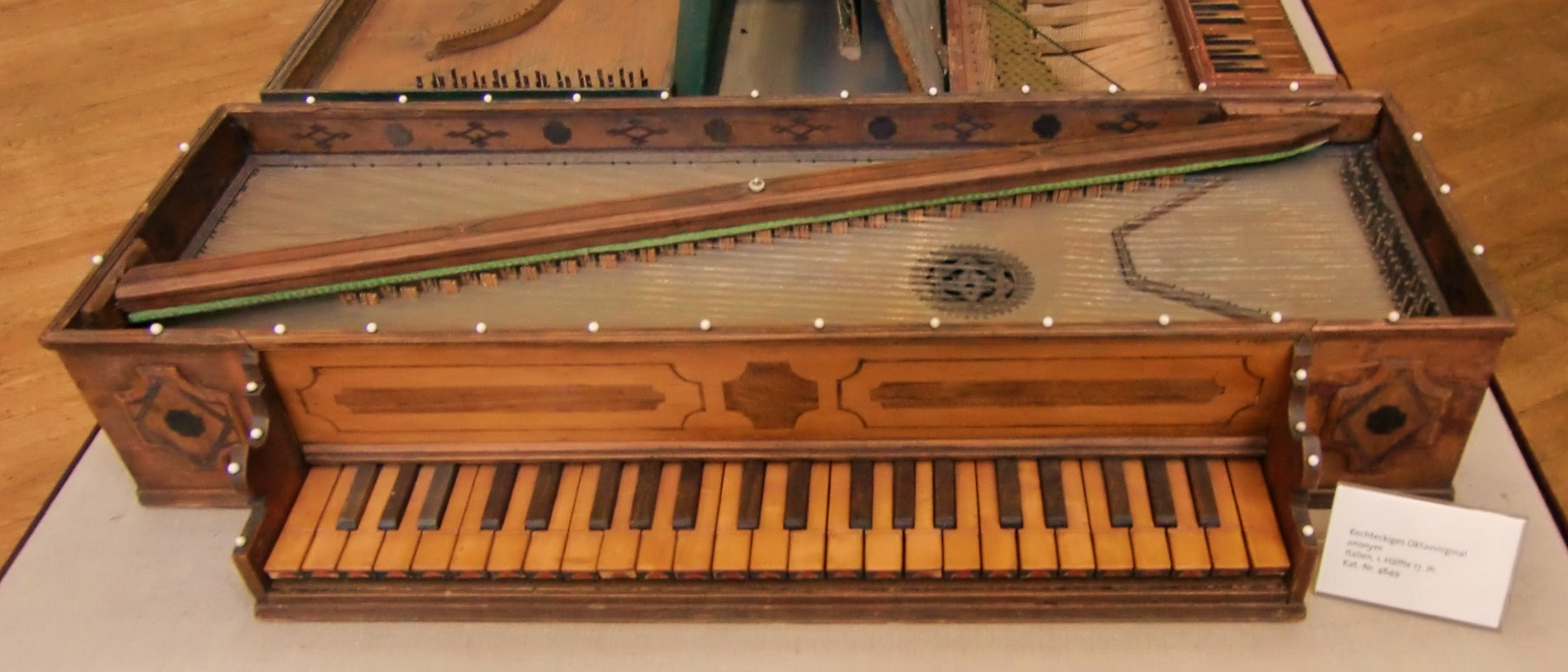
Italienisches Virginal mit kurzer C-Oktave, Anonymus, 1. Hälfte 17. Jh. - Berlin, Musikinstrumentenmuseum

Die kurze C-Oktave war im 16. und frühen 17. Jahrhundert bei allen Arten von Tasteninstrumenten allgemein üblich, also auf Orgeln, Orgelpositiven, Regalen, Claviorgana, Cembali, Virginalen, Clavichorden etc. Bei Orgeln blieb sie es bis ins 18. Jahrhundert, und vereinzelt auch darüber hinaus, z. B. in Österreich. Mit einer kurzen Oktave ausgestattet waren fast alle Cembali und Virginale der berühmten Ruckers-Familie, bevor sie ab dem späten 17. Jahrhundert meistens umgebaut und erweitert wurden (im Französischen nennt man einen solchen Umbau ravalement). Als Beispiel für den Norddeutschen Orgelbau sind Instrumente mit kurzer Oktave von Arp Schnitger erhalten, in Eenum, Faro, Pellworm, Ochsenwerder und Godlinze; auf ihnen können u. a. die Kompositionen aus dem Bereich der Norddeutschen Orgelschule adäquat dargestellt werden. Als Beispiel für den Süddeutschen Orgelbau kann die Orgelbaudynastie der Egedacher gelten, von denen die Orgeln von Zwettl, Vornbach, Münsteuer und wenige andere mit kurzer Oktave erhalten sind.
Bei Kielinstrumenten wie Cembalo oder Virginal begann man ab dem 17. Jahrhundert, den Umfang der Instrumente nach unten zu erweitern, zuerst um die fehlenden chromatischen Töne, später auch um weitere Bassnoten. Erste Instrumente mit einem durchgehenden chromatischen Umfang im Bass ab C und sogar mit tieferen Noten muss es in England gegeben haben, weil die erhaltene Musik von John Bull, Giles Farnaby, Thomas Tomkins und Orlando Gibbons gelegentlich tiefe Noten bis zum AA verlangt. Derartige Instrumente aus dieser Blütezeit der englischen Virginalmusik sind nicht erhalten.

### Die kurze Oktave mit G/H

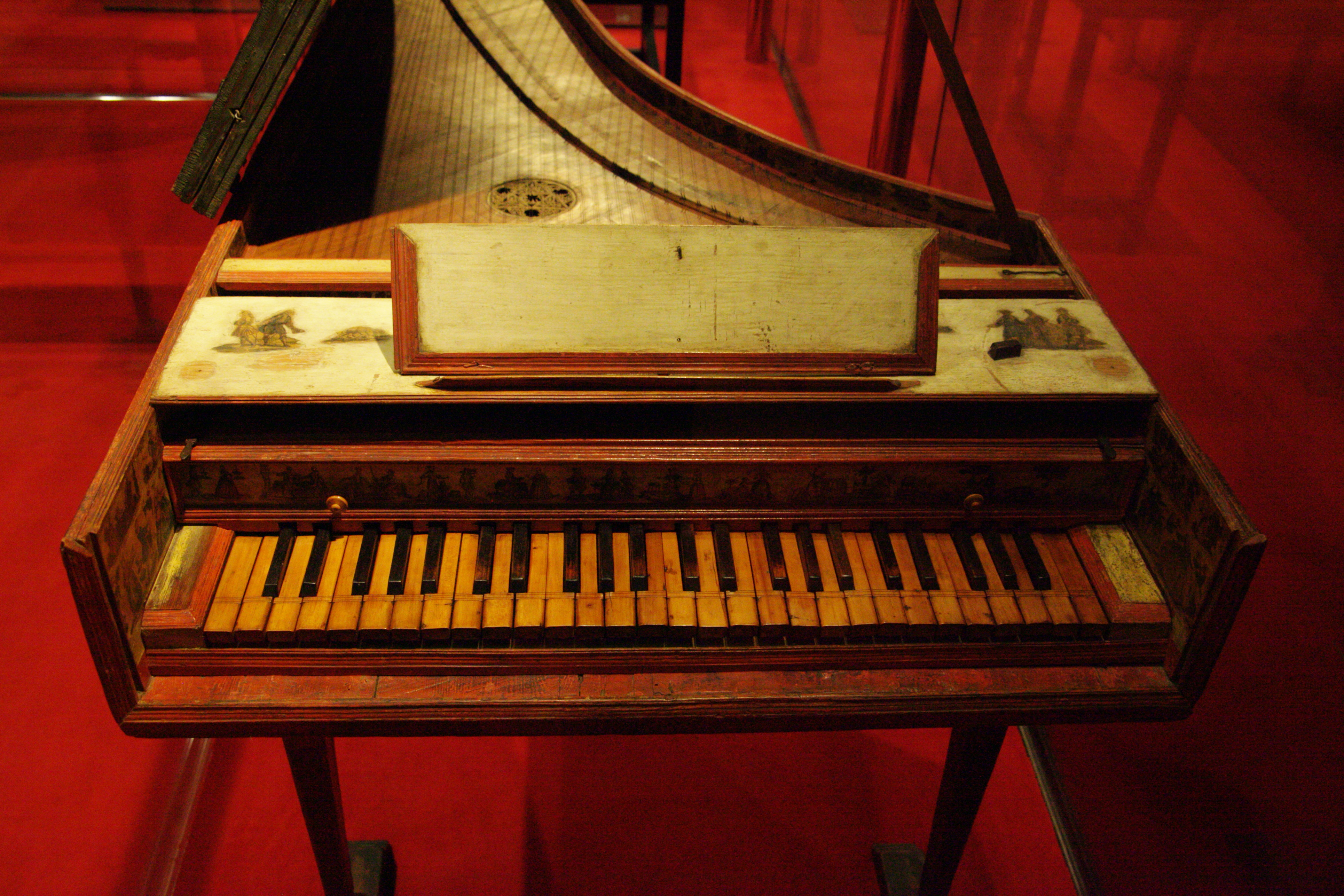
Cembalo mit kurzer G-Bassoktave, Anonymus, spanisch(?)(oder deutsch?), um 1700(?). Museu de la Música, Barcelona (BCN 8966).

Im Zuge der Umfangserweiterung der Kielinstrumente im 17. Jahrhundert kam auch eine kurze Kontra-Oktave auf. In diesem Fall ist der optische Eindruck, dass das Instrument im Bass scheinbar mit H1 beginnt und dann chromatisch nach oben steigt. In Wahrheit liegt auf der scheinbaren H1-Taste ein tiefes G1, und auf den scheinbaren Obertasten für Cis und Dis liegen A1 und H1. Die tiefste Oktave solcher Instrumente lautet also (in Tönen): G1–A1–H1–C–D–E–F–Fis–G. Auch diese Oktave konnte gebrochen werden, hatte dann also auf den gebrochenen Obertasten für Cis und Dis jeweils zwei Noten: Vorne A1 / hinten Cis, und vorne H1 / hinten Dis.
Die kurze G-Oktave war ziemlich verbreitet: Im 17. Jahrhundert war sie normal bei französischen Cembali und Spinetten und kam auch vor in italienischen Cembali, bei Kielinstrumenten der flämischen Ruckersnachfolger Couchet, und in Norddeutschland noch im beginnenden 18. Jahrhundert. Die Herkunft des abgebildeten anonymen Cembalos im Musikinstrumentenmuseum in Barcelona ist nicht genau geklärt: Es könnte spanisch sein, hat aber auch deutsche Merkmale.

### Andere Formen kurzer Oktaven
Besonders kompliziert ist eine kurze Oktave, die ausschließlich auf süddeutsch-österreichischen Instrumenten vorkommt: u. a. bei einem anonymen Cembalo von 1696, einem Cembalo von Chr. Panzner (Wien 1747), und einem Cembalo von Leydecker (Wien 1755). Diese österreichische kurze Oktave ist eine Kombination der kurzen C-Oktave plus mehreren zum Teil gebrochenen Spezialtasten für die tiefen Töne F1, G1, A1 und H1. Es gibt auch Musik, die nur auf solchen Spezialinstrumenten gespielt werden kann: Der sogenannte Rossignolo und andere Werke von Alessandro Poglietti, und einige frühe Werke von Joseph Haydn.
Einfachere Formen kurzer Oktaven als die bisher genannten gab es im 17. und 18. Jahrhundert bei vielen Cembali und anderen Kielinstrumenten in allen europäischen Ländern. Sehr oft wurden an einen normalen chromatischen Umfang einfach einige zusätzliche Tasten unten hinzugefügt, das führt z. B. zu Umfängen wie: (F1), G1, A1, H1, C bis c3, oder G1, A1 bis d3 usw. Noch bis in die 1770er Jahre hatten englische Cembali von Shudi oder Kirkman einen 5-Oktavenumfang F1–f3, aber im Bass ohne das tiefe Fis1.

## Ursprung
Die Geschichte der kurzen Oktave reicht in die Zeit zurück, als sich die Orgel und Kielinstrumente, wie Cembalo und Virginal, von einem F-Instrument zu einem C-Instrument wandelten und man zum F als tiefsten Ton unterhalb noch ein C hinzufügte. Mit Beginn der Neuzeit war dann die Klaviaturform mit der kurzen Oktave im Bass von Tasteninstrumenten bereits weit verbreitet und stellte eine Weiterentwicklung dar, die über Jahrhunderte Standard blieb – anders als der Diskant von Tasteninstrumenten, der allmählich eine Erweiterung erfuhr.
Musiker haben bis ins 18. Jahrhundert, bedingt durch die damaligen Stimmsysteme, die Basstöne Cis/Des, Dis/Es, Fis/Ges und Gis/As kaum oder gar nicht verwenden können. In der normalen mitteltönigen Stimmung (1⁄4 Komma), die im 16. und 17. Jahrhundert besonders weit verbreitet und bei Orgeln auch noch länger im Gebrauch war, existieren nur die Halbtöne Cis, Es, Fis, Gis und B; die Töne Des, Dis, Ges, As oder Ais sind in der 1⁄4-Komma-mitteltönigen Stimmung eigene Töne, die man auf einer normalen Tastatur ohnehin nicht verwenden konnte (daher die Erfindung des obenerwähnten cembalo cromatico mit gebrochenen Obertasten).
Selbst Johann Sebastian Bach hat das Cis in seinem gesamten Orgelwerk bei nur sechs Kompositionen eingesetzt.

## Vorteile
Das gänzliche Weglassen dieser nicht brauchbaren oder kaum gebrauchten Töne erlaubte, Material zu sparen. Insbesondere beim Orgelbau bedeutete der Verzicht auf jeweils vier der größten Pfeifen pro Register eine enorme Ersparnis von teurem Zinn. Nebenbei wurde die Prospektgestaltung ästhetischer, da die Pfeifenaufstellung nicht gleichförmig-stufig ausfiel, sondern durch Ganzton-Abstände, die in Halbton-Abstände übergingen, einen geschweiften Verlauf der Pfeifen und des Schleierbretts ergaben.
Die kurze Oktave im Manual kam der damaligen musikalischen Praxis entgegen, denn sie brachte für das kadenzgebundene Bassspiel grifftechnische Erleichterungen und machte Dezimgriffe in der linken Hand möglich. Bekannte Kompositionen dafür findet man z. B. im Apparatus Musico Organisticus aus dem Jahre 1690 von Georg Muffat: 12 Toccaten und drei Variationswerke für Orgel. Ein berühmtes Beispiel für Cembalo oder Virginal ist eine chromatische Stelle im jeweils dritten Teil der Pavana und der Galiarda dolorosa von Peter Philips (1593; Fitzwilliam Virginal Book, Nr. LXXX und LXXXI), die nur mit kurzer Oktave gegriffen werden kann.

### Notenbeispiele
Peter Philips, Cosi moriro, Nr. LXXII aus dem Fitzwilliam Virginal Book, letzte 2 Takte. Der Schlussakkord der linken Hand ist nur mit kurzer Oktave gut greifbar.
Peter Philips, Galiarda Dolorosa, Nr. LXXXI aus dem Fitzwilliam Virginal Book, Ausschnitt. Die chromatische Stelle der linken Hand im zweiten Takt ist nur mit kurzer Oktave gut greifbar.

## 19. Jahrhundert
Die ersten negativen Kommentare zur kurzen Oktave kamen von reisenden Orgelvirtuosen wie Adolf Friedrich Hesse und Joseph Proksch. Ähnlich wie bei Paganini mit der Geige und Liszt am Klavier kam es zu ersten Konzertreisen dieser Organisten. Dabei waren sie meist mit einem jeweils anderen Orgeltyp konfrontiert und konnten oder wollten sich bzw. ihre Literatur nicht anpassen (→ Orgellandschaft). Diesen reisenden Orgelvirtuosen war ein möglichst am Klavier orientierter, großer Tonumfang besonders wichtig (→ genormter Spieltisch), wichtiger z. B. als ein normierter Klang der Instrumente.
Fast gleichzeitig kam es zur Aufgabe der Tonartencharakteristik durch Eliminierung „alter“ Stimmsysteme, damit einhergehend zur Einführung der gleichschwebenden Stimmung und zur Gleichberechtigung aller Tonarten. Die Forderung nach einem möglichst weitgehenden Ausbau des Umfanges der Klaviatur einer Orgel, sowohl im Bass („ohne“ kurze Oktav) als auch im Diskant (Tonumfang bis g3), ist in dieser Logik verständlich, die Diffamierung des herkömmlichen Bassbereiches als „kurz“ wurde gang und gäbe.

## Stimmen zur kurzen Oktave
1777 spielte Wolfgang Amadé Mozart bei seiner Städtereise (1777–1781) an der Orgel der Augsburger Barfüßerkirche, die von Johann Andreas Stein mit ausgebauter Großer Oktave errichtet worden war und meinte dazu: […] wir kamen auf den Chor. ich fieng zu Præludiren an, da lachte er schon, dann eine fuge. das glaube ich, sagte er, daß sie gerne orgl spiellen; wen man so spiellt – – vom anfang war mir das Pedal ein wenig fremd, weill es nicht gebrochen war. es fing c an, dann d - e, in einer reihe. Beÿ uns ist aber D und E oben, wie hier Eb und f#. ich kam aber gleich drein. […];
Außerdem nahm er in einem Brief vom 16. April 1789 an seine Frau Constanze Bezug zur kurzen Oktav, als er an der Silbermann-Orgel in der Dresdner Hofkirche auf Johann Wilhelm Häßler traf: [...] Nun glauben die Leute hier, weil ich von Wien komme, daß ich diesen Geschmack und diese Art zu spielen gar nicht kenne. – ich setzte mich also zur Orgel und spielte. – der fürst Lichnowskÿ (weil er Häßler gut kennt) beredet ihn mit vieler Mühe auch zu spielen; – die force von diesem Häßler besteht auf der Orgel in füssen, welches, weil hier die Pedale stuffenweise gehen, aber keine so große Kunst ist; übrigens hat er nur Harmonie und Modulationen vom alten Sebastian Bach aus- wendig gelernt, und ist nicht im Stande eine fuge ordentlich auszuführen – und hat kein solides Spiel – ist folglich noch lange kein Albrechtsberger. [...]
Johann Evangelist Schmidt meinte 1803 in einem Orgel-Befund, dass die Orgel der Collegienkirche in Salzburg von [...] einer Beschränktheit [sei], die in keiner Gegend Deutschlands mehr anzutreffen ist. Ueberall haben die Manuale über vier Oktaven im Umfang, nur hier ist noch die sogenannte kurze Oktav üblich; es mangeln da die halben Töne zwischen c. d. (= Cis und Dis fehlen) und in den meisten Orgel auch f# und g# (= Fis und Gis fehlen). Zu einer Zeit wo die Tonsetzter ihre Werke nur in 6 oder 8 Tonarten darstellten, und keine Mitteltönne zur Tonnika wählten, reichten die kurzen Oktaven leicht zu: jetzt aber, wo aus 24 Tonarten Musikwerker vorhanden sind, klingt die Sache so mager, zu hören, wo der Baß (Fundament) mangelt. [...].